# Beach de Long Beach State (basket-ball)
L'équipe du Beach de Long Beach State représente l'université d'État de Californie à Long Beach (Californie). L'équipe de l'école concourt actuellement dans le Big West Conference. L'équipe a dernièrement joué le tournoi de division I masculine de NCAA de basket-ball en 2012. L'équipe porte le nom de 49ers avant de changer en 2020 pour « Beach ». L'équipe est entraînée par Chris Acker (en).
En 2008, l'équipe a commencé une probation de trois ans, abandonnant 18 victoires de leur saison 2005-2006, et réduisant les bourses d'études et le recrutement afin de maintenir l'admissibilité pour l'après-saison.

## Résultats d'après-saison

### Les résultats du tournoi de la NCAA
Le Beach est apparu dans neuf tournois de la NCAA. Leur bilan est de 7 victoires et 10 défaites.
| Année | tour                                                 | Adversaire                              | Résultat/Score            |
| ----- | ---------------------------------------------------- | --------------------------------------- | ------------------------- |
| 1970  | Premier tour Sweet Sixteen Regional Third Place Game | Weber State UCLA Santa Clara            | V 93–73 D 65–88 D 86–89   |
| 1971* | Premier tour Sweet Sixteen Elite Eight               | Weber State Pacific UCLA                | V 77–68 V 78–65 D 55–57   |
| 1972* | Premier tour Sweet Sixteen Elite Eight               | BYU San Francisco UCLA                  | V 95–90OT V 75–55 D 57–73 |
| 1973* | Premier tour Sweet Sixteen Regional Third Place Game | Weber State San Francisco Arizona State | V 88–75 D 67–77 V 84–80   |
| 1977  | Premier tour                                         | Idaho State                             | D 72–83                   |
| 1993  | Premier tour                                         | Illinois                                | D 72–75                   |
| 1995  | Premier tour                                         | Utah                                    | D 64–76                   |
| 2007  | Premier tour                                         | Tennessee                               | D 86–121                  |
| 2012  | Second tour                                          | New Mexico                              | D 68–75                   |

### Résultats NIT
Le Beach est apparu dans huit National Invitation tournaments (NIT). Leur bilan est de 2–8.
| Année | Ronde                      | Adversaire              | Résultat         |
| ----- | -------------------------- | ----------------------- | ---------------- |
| 1980  | Premier tour Deuxième tour | Pepperdine UNLV         | V 104-87 D 81-90 |
| 1988  | Premier tour               | Stanford                | D 77-80          |
| 1990  | Premier tour Deuxième tour | Arizona State Hawaiʻi   | V 86-71 D 79-84  |
| 1992  | Premier tour               | TCU                     | D 61-73          |
| 2000  | Premier tour               | California              | D 66-70          |
| 2011  | Premier tour               | De l'État de Washington | D 74-85          |
| 2013  | Premier tour               | Baylor                  | D 66-112         |
| 2016  | Premier tour               | Washington              | D 102-107        |

## Les joueurs du Beach en NBA

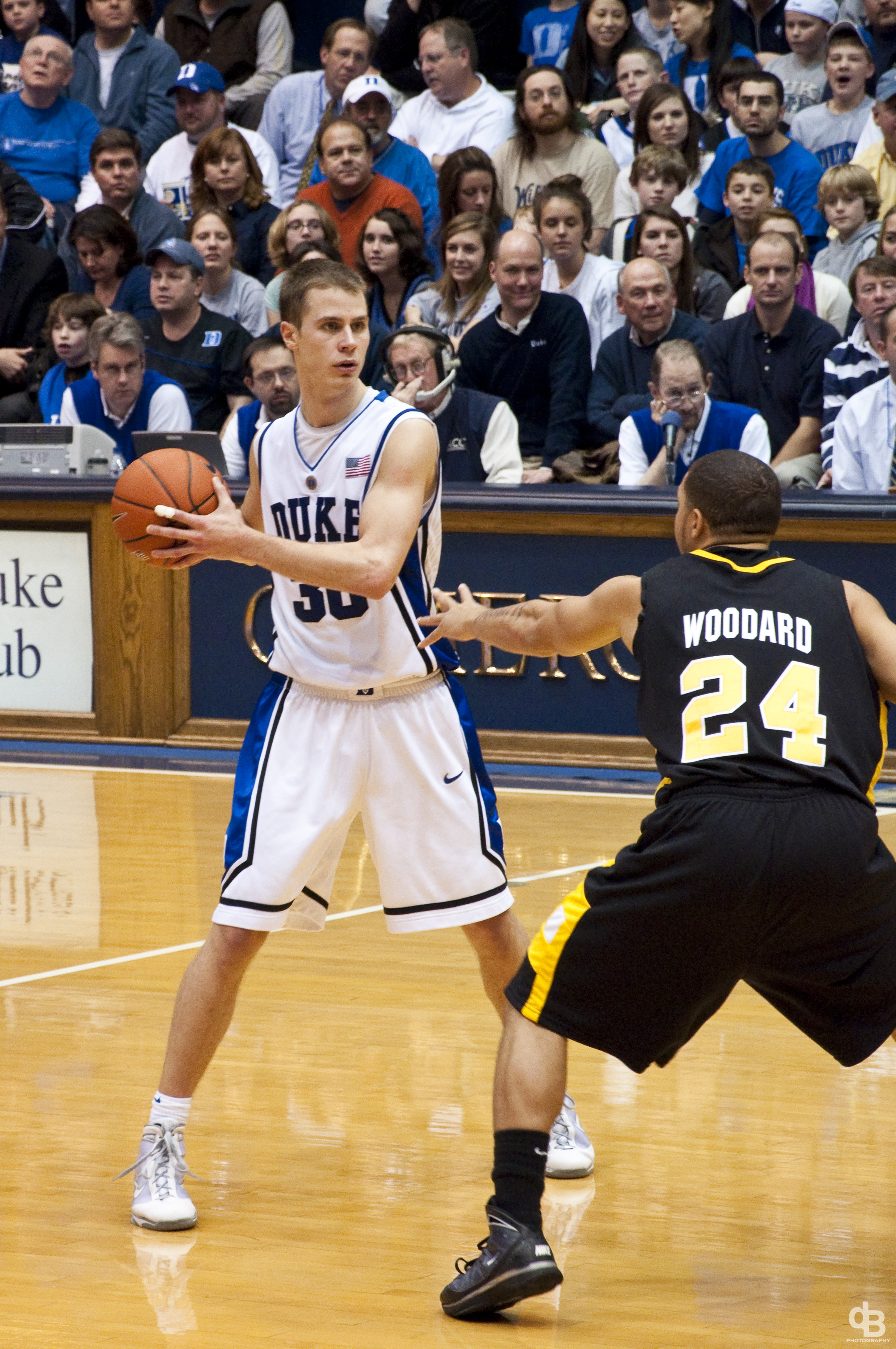
Jesse Woodard, de Long Beach State, en défense sur Jon Scheyer de Duke (décembre 2009)

Joueurs du Beach de Long Beach State qui ont joué professionnellement en National Basketball Association:

## Les numéros de joueurs retraités
Trois numéros du Beach ont été retirés :
- N ° 30 – Lucious Harris (à la retraite en 2007)
- N ° 32 – Bryon Russell (à la retraite en 2010)
- N ° 42 – Ed Ratleff (à la retraite 1991)